# 뒤죽박죽섬의 빅풋패밀리
《뒤죽박죽섬의 빅풋패밀리》(중국어: 大脚丫恐龙家族, 영어: The Bigfoots on Topsy-Turvy Island)는 EBS와 캠프파이어 애니웍스가 만든 대한민국의 애니메이션으로, 2022년 8월 31일부터 2023년 9월 14일까지 매주 수/목요일 아침 7시 45분에 방영했다.

## 방송 일시
| 방송 채널 | 방송일                      | 방송 시간                                        |
| --------- | --------------------------- | ------------------------------------------------ |
| EBS 1TV   | 2022년 8월 31일 ~ 11월 24일 | 매주 수 ~ 목 아침 7시 45분                       |
| EBS 1TV   | 2022년 9월 2일 ~ 11월 25일  | 매주 금 아침 7시 30분 매주 월 ~ 화 오전 8시 50분 |
| EBS 1TV   | 2023년 8월 30일 ~ 9월 14일  | 매주 수 ~ 목 아침 7시 45분                       |
| EBS 2TV   | 2022년 9월 7일 ~ 12월 21일  | 매주 수 ~ 목 오후 2시 45분                       |
| EBS 2TV   | 2023년 9월 6일 ~ 12월 20일  | 매주 수 ~ 목 오후 2시 45분                       |

## 등장인물
- 뽀뿌
- 삐뿌
- 맘마미아
- 파파턱
- 엉클락
- 그래니
- 올드풋
- 롱롱

## 목소리 출연
- 조경이: 뽀뿌
- 장은숙: 삐뿌
- 김은아: 맘마미아
- 홍범기: 파파턱
- 전태열: 엉클락
- 김아롱: 그래니
- 김단: 익룡, 장수풍뎅이, 킹캣

참고: 이 작품에 참여한 성우들 중 네 사람은 같은 제작사에서 만든 마법소녀 애니메이션 《레인보우 버블젬》에도 출연했다.

## 제작진

### 본편
- 제작지원: 방송통신위원회, 방송통신발전기금
- 책임 프로듀서: 이지연
- 프로듀서: 신진수
- 애니메이션 제작:
  - 기획: 김다혜, 나용근
  - 제작 투자 총괄: 나용근
  - 프로듀서: 정성종
  - 감독: 김필성, 최광호
  - 조감독: 이현수, 곽인혜
  - 제작 프로듀서: 이경원, 이태조
  - 시나리오: 박은설, 김보석, 손시한, 임승민, 김다혜, 곽인혜, 나용근, 정성종, 김필성, 최광호, 이현수
  - 스토리보드: 고세윤, 구유연, 김수경, 김정현, 김지연, 박생기, 심하련, 임은경, 박정훈, 김필성, 이현수, 최광호
  - 미술감독: 김다혜
  - 캐릭터 디자인: 김다혜
  - 배경 디자인: 전수민, 최성원
  - 에피소드 디자인: 진윤선, 이혜인, 권주은, 백창래, 김영일, 김소연
  - CG슈퍼바이저: 석민창
  - 모델링 리드: 윤승한
  - 모델링: 장효선, 조윤주, 허욱준, 허현, 이상숙
  - 리깅: 진태수, 석민창, 김형무
  - 애니메이션 리드: 이선우, 박우민
  - 애니메이터: 장대현, 고우필, 김성빈, 이미루, 정유내, 김유진
  - 라이팅/렌더링 리드: 석민창
  - 라이팅/렌더링/합성: 정상훈, 송지훈, 정종우, 김민애, 김석진, 김은지, 정유림, 김현영, 김영진, 반창기
  - 매트 페인팅: 김다혜, 진윤선
  - VFX 리드: 김수현
  - VFX: 석민창, 정종우, 정상훈, 송지훈, 정희목, 윤한얼, 김이선
  - 애니메이션 외주 제작사: ㈜라비스튜디오, ㈜퍼니웍스, ㈜블룸, ㈜핑고엔터테인먼트, 네이비, 새로핌, NGO, ㈜플롯, 애니그마, 빈 스튜디오스, 피어스 비쥬얼웍스, 앤틱, ㈜팝콘픽처스, ㈜호돌스키, (주)A&T, ㈜얼스데이즈
  - 콘텐츠 사업: 정성종
  - 사업 디자인: 김다혜, 고진영, 장순영
  - 경영지원: 송승택, 서연지, 정영란
- 종합 제작
  - 주제가 작사: 윤주현
  - 주제가 작곡: 윤주현, 박진현, 김정아, 서유원
  - 주제가 노래: 조경이, 홍범기, 전태열
  - 음악: 김정아(사운즈쿨)
  - 작곡: 최창국, 윤주현, 박진현, 김정아, 서유원(사운즈쿨)
  - 효과: 양성규(라퓨타뮤직)
  - 녹음/믹싱: 강희중, 부유정(POPES)
  - 문자그래픽: 최기화
  - 기술감독: 우동철
  - 연출: 조성희
- 제작투자: 이크럭스벤처파트너스(유) (ECRUX)
- 제작지원: 광주정보문화산업진흥원 (gicon/GWANGJU INFORMATION & CONTENT AGENCY), 한국콘텐츠진흥원 (KOREA CREATIVE CONTENT AGENCY)
- 기획: EBS
- 제작: ㈜캠프파이어애니웍스, EBS, YOUKU, Livefun

### 단편
- 제작지원: 방송통신위원회, 방송통신발전기금
- 책임 프로듀서: 이선희
- 프로듀서: 신진수
- 기획: 김다혜, 나용근
- 제작 투자 총괄: 나용근
- 감독: 김필성
- 프로듀서: 정성종
- 에피소드 감독: 최광호, 곽인혜
- 조감독: 이현수, 정채윤, 이예지
- 제작 프로듀서: 안소민, 이경원
- 라인 프로듀서: 이태조
- 시나리오: 김필성, 이현수, 정채윤, 김다혜, 나용근, 최광호, 곽인혜
- 스토리보드: 고세윤, 김필성, 이현수, 정채윤, 김정은, 이아름
- 미술감독: 김다혜
- 캐릭터 디자인: 김다혜
- 배경 디자인: 전수민, 최성원, 진윤선
- 에피소드 디자인: 진윤선
- 프랍 디자인: 양카리
- CG슈퍼바이저: 석민창
- 모델링 리드: 윤승한
- 모델링: 장효선, (주)엔지오, (주)아슈비아만화영화푸로덕션 (허욱준, 조윤주, 유현주), (주)아트앤드테크놀러지 (신도현, 최진석)
- 리깅: 김형무, 석민창, 박우민, (주)아트앤드테크놀러지
- 애니메이션 리드: 홍창완, 이선우
- 애니메이션: 방정훈
- 라이팅/렌더링 리드: 석민창
- 라이팅/렌더링 합성: (주)사이드9, 블룸(주), 김수현, 김은지, 정유림, 정종우, 송지훈, 정상훈
- 매트 페인팅: 김다혜, 진윤선
- VFX: 성정은, 석민창, 이건호
- 애니메이션 외부 제작사: (주)사이드9, 블룸(주), 애니그마스튜디오, (주)핑고엔터테인먼트, (주)플롯, (주)애니토리, (주)앤틱
- 콘텐츠 사업: 정성종, 주성미
- 사업 디자인: 김다혜, 장순영, 정수연
- 뉴미디어 콘텐츠 제작: 김상욱
- 해외 사업: 나경민
- 경영지원: 이현성, 송승택, 서연지, 정영란
- 음악: 김정아
- 작곡: 최창국, 서유원
- 효과: 양성규
- 녹음/믹싱: POPES
- 문자그래픽: 최기화
- 기술감독: 제승명
- 연출: 조성희
- 제작지원: 광주정보문화산업진흥원 (gicon/GWANGJU INFORMATION & CONTENT AGENCY), 한국콘텐츠진흥원 (KOREA CREATIVE CONTENT AGENCY)
- 기획/제작: EBS, ㈜캠프파이어애니웍스, YOUKU, Livefun

## 방영 목록

### 본편
| 회차       | 제목                  | 방송 일자        |
| ---------- | --------------------- | ---------------- |
| 1화        | 개미굴 탐험           | 2022년 8월 31일  |
| 2화        | 해적선장의 보물지도   | 2022년 9월 1일   |
| 3화        | 돌아오세요, 삼촌!     | 2022년 9월 7일   |
| 4화        | 아기가 되고 싶어      | 2022년 9월 8일   |
| 5화        | 일어나세요, 할아버지! | 2022년 9월 14일  |
| 6화        | 삐뿌의 생일 선물      | 2022년 9월 15일  |
| 7화        | 할머니는 이상하셔     | 2022년 9월 21일  |
| 8화        | 동생이 생겼어요       | 2022년 9월 22일  |
| 9화        | 어른이 되고싶어       | 2022년 9월 28일  |
| 10화       | 엄마처럼 아빠처럼     | 2022년 9월 29일  |
| 11화       | 동굴에서 들리는 소리  | 2022년 10월 5일  |
| 12화       | 이빨요정              | 2022년 10월 6일  |
| 13화       | 고래 배 속에서        | 2022년 10월 12일 |
| 14화       | 나홀로 섬에           | 2022년 10월 13일 |
| 15화       | 꿀같이 달콤한 것      | 2022년 10월 19일 |
| 16화       | 할머니 몸속으로       | 2022년 10월 20일 |
| 17화       | 바닷속 초대           | 2022년 10월 26일 |
| 18화       | 범인은 누구?          | 2022년 10월 27일 |
| 19화       | 황금수박을 찾아서     | 2022년 11월 2일  |
| 20화       | 고무공을 찾아라       | 2022년 11월 3일  |
| 21화       | 댄스왕 파파턱         | 2022년 11월 9일  |
| 22화       | 내 집을 갖고 싶어     | 2022년 11월 10일 |
| 23화       | 할머니의 꽃           | 2022년 11월 16일 |
| 24화       | 요리 대결             | 2022년 11월 17일 |
| 25화       | 오빠가 수상해         | 2022년 11월 23일 |
| 최종화(26) | 크리스마스트리 구하기 | 2022년 11월 24일 |

### 단편
| 회차      | 제목                                             | 방송 일자       |
| --------- | ------------------------------------------------ | --------------- |
| 1화       | 롤러코스터뱃살엄마 or 아빠곱슬머리인형폴라로이드 | 2023년 8월 30일 |
| 2화       | 코골이턱수염서커스일광욕울음소리점핑볼           | 2023년 8월 31일 |
| 3화       | 라디오약초웃음패션쇼점핑볼                       | 2023년 9월 6일  |
| 4화       | 낚시라디오여행목욕턱수염                         | 2023년 9월 7일  |
| 5화       | 폴라로이드새 친구몽유병곱슬머리달 여행           | 2023년 9월 13일 |
| 최종화(6) | 자판기선풍기엉덩이 요리음료수엄마 or 아빠        | 2023년 9월 14일 |